# グレッグ・モリス
グレッグ・モリス（Greg Morris、1933年9月27日 - 1996年8月27日）は、アメリカ合衆国の俳優。アフリカ系アメリカ人。クリーブランド出身。本名はフランシス・グレゴリー・アラン・モリス（Francis Gregory Alan Morris）。
テレビドラマを中心に活躍。特に『ベガス』のデビッド・ネルソン警部役と、『スパイ大作戦』のバーニー・コリアー役で有名。
息子のフィル・モリスも俳優になり、父がかつてレギュラー出演した『スパイ大作戦』の新シリーズ『新スパイ大作戦』にバーニーの息子・グラント・コリアー役でレギュラー出演した。なお、彼自身も同じバーニー役でゲスト出演している。
一方、その『スパイ大作戦』をトム・クルーズ主演でリメイクした映画『ミッション:インポッシブル』には批判的で、試写会の途中で怒りを覚えて退席、記者に「この映画は嫌いだ」とコメントした。なお、この作品については『スパイ大作戦』にリーダーのジム・フェルプス役で出演したピーター・グレイブスや、ローラン・ハンド役で出演したマーティン・ランドーも批判的だった。
1996年8月27日、脳腫瘍のため死去。62歳。